# Contrapunto (portal de Internet)
Contrapunto es un portal web de noticias con sede en Caracas, Venezuela. El sitio fue lanzado el 30 de junio de 2014 y se dedica a la publicación de noticias de variada índole, columnas de opinión y trabajos de investigación.

## Historia
Desde su creación, el sitio asume como pilar la reseña del acontecer noticioso nacional e internacional desde un punto de vista objetivo y tomando la neutralidad como referencia. Según el blog PressRelease, el sitio maneja una sicología informativa «plural, urbana y cotidiana», y se caracteriza por invitar al debate público a través de sus artículos de opinión.
En septiembre de 2015, el portal ocupaba el puesto 276 en Venezuela y 49153 a nivel global, según mediciones de Alexa Internet.

## Secciones
- Ciudadano y punto: reportajes sobre ciudadanos comunes y corrientes que cultivan ciertos valores humanos a través de su trabajo. Los entrevistados suelen estar alejados de la palestra pública y comúnmente no son conocidos más allá de sus comunidades.
- Desenchufados: perfiles y videos de canciones grabadas en directo de nuevos artistas de la escena musical venezolana.
- Hambre de calle: reseñas de sitios característicos con una propuesta gastronómica alternativa.
- Íconos: dedicado a artistas y creadores que se desenvuelven un ámbito determinado de la cultura.
- Provoca ir: espacios de ocio y/o recreación que agregan opciones alternativas a la vida urbana.
- Seriados: especiales sobre temas de carácter controversial en torno a cuestiones políticas, científicas y culturales.
- Tutoriales: detalles sobre métodos de preparación de recetas gastronómicas, técnicas de relajación, artes marciales y uso correcto del idioma.
- Sexy y punto: apartado donde se exponen las visiones de la sensualidad y el erotismo según los entrevistados.
- Sin violencia: reportajes documentales sobre experiencias ciudadanas y comunitarias de superación de la violencia cotidiana.